# Irgun Cewai Leumi
Irgun Cewai Leumi (hebr. ארגון צבאי לאומי, pol. Narodowa Organizacja Zbrojna), w skrócie Ecel (od hebrajskiego akronimu אצ''ל, Ecel) – żydowska, podziemna organizacja zbrojna działająca w Brytyjskim Mandacie Palestyny w oparciu o metody terrorystyczne w latach 1931–1948. Powstała w wyniku rozłamu, który dokonał się w Haganie w 1931 roku z inicjatywy Awrahama Tehomiego.

## Przyczyny powstania
Irgun powstała z inspiracji Władimira Żabotyńskiego, który namówił grupę sympatyków do odłączenia się od Hagany i utworzenia nowej organizacji zbrojnej. Był od samego początku związany z tzw. rewizjonistycznym nurtem syjonizmu. Przyjął najbardziej radykalną formę walki z brytyjską administracją w Palestynie, która blokowała żydowską imigrację do Palestyny. W swojej działalności Irgun stosował terroryzm.
Celem działalności Irgunu było powstanie żydowskiego państwa na całości terytorium Brytyjskiego Mandatu Palestyny, łącznie z ziemiami położonymi na wschodniej stronie rzeki Jordan. Sposobem do osiągnięcia tego celu była walka zbrojna.
Ideowym przywódcą Irgunu był Władimir Żabotyński, który powiedział: „Każdy Żyd ma prawo przyjechać do Palestyny; tylko czynny odwet powstrzyma Brytyjczyków i Arabów; tylko żydowskie siły zbrojne stworzą państwo żydowskie."
Politycznym i duchowym przywódcą Irgunu był Awraham Tehomi.

## Utworzenie Irgunu
Po ⁣⁣arabskich⁣⁣ zamieszkach 1929 roku doszło do otwartej krytyki działania Hagany. Część członków Hagany uważało, że należy podjąć otwartą walkę, a nie ograniczać się jedynie do obrony osiedli i kibuców.
10 kwietnia 1931 roku część działaczy Hagany odmówiła w Jerozolimie złożenia broni w magazynie. Ci zbuntowani bojownicy zgromadzili się wokół Awrahama Tehomiego. Tę nową organizację początkowo nazywano Narodowa Hagana (hebr. ההגנה הלאומית) lub Irgun Bet, Haganah Bet.
Grupa formalnie przyjęła nową nazwę Irgun dopiero w 1937 roku.
Oddziały Irgunu liczyły około 10 tys. ludzi, którzy stacjonowali w takich osiedlach jak: Jesud ha-Ma’ala, Miszmar ha-Jarden, Rosz Pina, Metulla, Naharijja, Hadera, Binjamina, Herclijja, Netanja, Kefar Sawa, Riszon le-Cijjon, Rechowot i Nes Cijjona. W późniejszym czasie oddział Irgunu działał także w Jerozolimie.
W 1937 roku doszło do wewnętrznego rozłamu i około 2 tys. członków powróciło do Hagany.
Na wiosnę 1939 roku 25 członków Irgunu było szkolonych w okolicach Andrychowa (Przełęcz Kocierska) przez instruktorów Wojska Polskiego, między innymi przez tzw. Dwójkę (przedwojenny wywiad wojskowy). Kurs ten był efektem umowy z 1936 r. między Żabotyńskim a władzami polskimi. W Polsce kurs ten nadzorował Awraham Stern, który gdy doszło do wybuchu II wojny światowej, wyłamał się z Irgunu i założył własną organizację Lechi, która siała spustoszenie wśród brytyjskich garnizonów w Palestynie. Brytyjska prasa nazywała ją Gangiem Sterna.

## Nielegalna imigracja

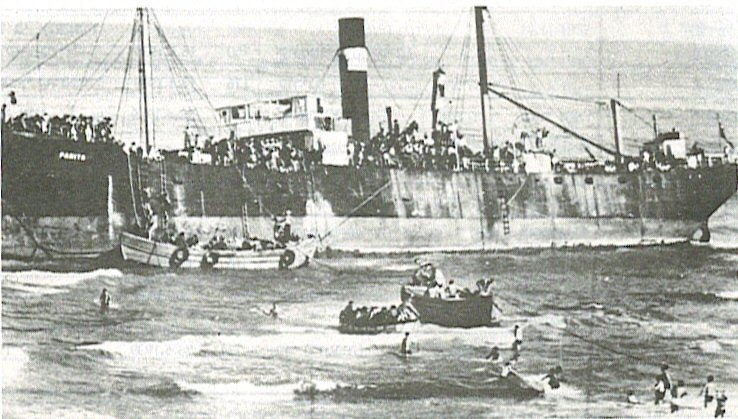
Nielegalni imigranci lądują na plażach Tel Awiwu. Statek „Patria” – 22 sierpnia 1939

Irgun prowadził szeroką działalność w kierunku rozwijania nielegalnej imigracji do Mandatu Palestyny.
Pierwszy ze statków Irgunu przypłynął do Palestyny 13 kwietnia 1937 roku, a ostatni 22 czerwca 1948 roku (statek pod nazwą Altalena zatopiony przez izraelską armię miał na pokładzie 4,5 tys. ton broni i około tysiąca bojowników Irgunu na czele z Menachemem Beginem). Ogółem dzięki pomocy Irgunu do Palestyny dotarło około 18 tys. Żydów.

## Aktywna obrona

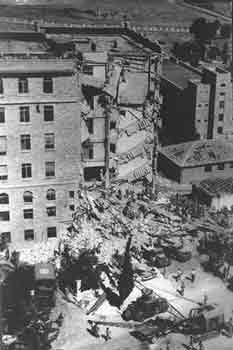
Hotel King David po zamachu bombowym Irgunu – zginęło blisko 90 osób, w tym wielu Żydów, Arabów i Brytyjczyków – 22 lipca 1946

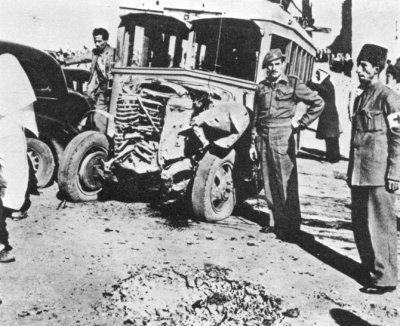
Arabski autobus zniszczony przez bombę Irgunu. Zginęło 7 Arabów. – 29 grudnia 1947

W obliczu nasilających się arabskich ataków na żydowskie osiedla Dawid Razi’el stworzył zupełnie nowy termin: „aktywnej obrony”. Nowa strategia działania Irgunu miała opierać się na wyprzedzających atakach, które miały stanowić najlepszą obronę dla żydowskich osiedli.
Pierwsze operacje rozpoczęły się w kwietniu 1936 roku. W ich wyniku zginęło ponad 250 Arabów. Irgun kierował się zasadą „oko za oko, ząb za ząb” i zdecydowanie odpowiadał na każdy arabski atak.
W odpowiedzi na ogłoszenie w 1939 roku „białej księgi” Irgun zorganizował zamachy bombowe na budynki brytyjskiej administracji publicznej w Jerozolimie i Tel Awiwie oraz sabotaż na liniach kolejowych w Palestynie. We wrześniu 1939 roku, gdy wybuchła II wojna światowa, Irgun ogłosił z Haganą zawieszenie wszelkich działań przeciwko Brytyjczykom.
Jedynie Awraham Stern nie zgodził się na zawieszenie broni i uznał Wielką Brytanię za największego wroga Żydów. Założył on własną organizację – Lechi (Bojownicy Wolności).
W grudniu 1943 roku na czele Irgunu stanął Menachem Begin. Odrodził on upadającą organizację. Zorganizował grupy wojskowe i przygotował plan powstania żydowskiego przeciwko brytyjskiemu panowaniu w Palestynie. Walkę z Brytyjczykami Irgun rozpoczął 12 lutego 1944 roku, kiedy to zaatakowano brytyjskich oficerów imigracyjnych w Jerozolimie, Tel Awiwie i Hajfie.
W październiku 1944 roku Hagana, w ramach tak zwanego sezonu polowań, przekazała Brytyjczykom informacje o 700 członkach Irgunu. Zostali oni aresztowani i deportowani do obozów dla internowanych (Latrun, następnie Erytrea, Afryka Wschodnia). Ogółem uwięziono tam 690 żydowskich działaczy.
Niektóre akcje Irgunu:
- 1 listopada 1945 roku – Irgun i Lechi zaatakowały stację kolejową w Lod[2];
- 27 grudnia 1945 roku – Irgun i Lechi przeprowadziły zamach terrorystyczny na budynki brytyjskiego wywiadu w Jerozolimie i Jafie;
- 22 lipca 1946 roku – zamach na hotel King David w Jerozolimie, w którym mieściła się siedziba brytyjskich władz w Palestynie. Zginęło 91 osób, 45 zostało rannych[3]. Pomimo telefonicznych ostrzeżeń, hotelu nie ewakuowano. Wielu Żydów potępiło ten zamach (między innymi: Chaim Weizman i Dawid Ben Gurion);
- 1 marca 1947 roku – zamach terrorystyczny na brytyjski klub oficerski w Jerozolimie.
- 27 kwietnia 1947 roku – powieszenie na rozkaz Begina dwóch porwanych żołnierzy brytyjskich. Był to odwet za wykonanie wyroku śmierci na członkach Ecel przez sąd brytyjski.
- 9 kwietnia 1948 roku – dokonana wspólnie z Lechi masakra arabskiej wsi Dajr Jasin. Zginęły 254 osoby[4].

## W państwie Izrael
28 maja 1948 roku rząd nowo powstałego państwa Izrael wydał rozkaz powołujący do życia izraelską armię – Siły Obronne Izraela (Cwa Hagana le-Jisra’el, w skrócie Cahal), do których miały przystąpić wszystkie żydowskie grupy zbrojne walczące w Palestynie.
Irgun nie podporządkowywał się rozkazom nowego rządu i prowadził samodzielną działalność. Na potrzeby własnych oddziałów sprowadzono dostawy broni i amunicji. Z tego powodu w czerwcu 1948 roku Dawid Ben Gurion nakazał zatopić statek „Altalena”, zakupiony przez Irgun. Statek przewoził nowych imigrantów i broń. Ecel zażądał od izraelskiego rządu, aby 20% tej broni pozostało w jej wyłącznej dyspozycji i nie trafiło do powstającej armii. Ecel był gotowy siłą bronić rozładunku. Rząd, nie chcąc dopuścić do istnienia różnych formacji zbrojnych w Izraelu, zdecydował się na opanowanie statku siłą. W walkach zginęło 16 bojowników Irgunu oraz 3 członków armii izraelskiej.
Pojedyncze bataliony Irgunu walczyły jako odrębne formacje w ramach izraelskiej armii aż do 20 września 1948 roku, kiedy to zostały oficjalnie rozwiązane. Ich członkowie ochotniczo wstąpili do formacji armii izraelskiej.

## Dowódcy
- Naczelny dowódca 1937–1940: Ze’ew Żabotyński
- 1931–1937: Awraham Tehomi
- 1937: Robert Bitker[5]
- 1937–1938: Mosze Rozenberg[6]
- 1938–1941: Dawid Razi’el[7]
- 1941–1944: Ja’akow Meridor
- 1944–1948: Menachem Begin